# Xayacatlán de Bravo
Xayacatlán de Bravo es una localidad del estado mexicano de Puebla. Es cabecera del municipio de Xayacatlán de Bravo.

## Demografía
| Censo | Población |
| ----- | --------- |
| 1900  | 961       |
| 1910  | 982       |
| 1921  | 1050      |
| 1930  | 1131      |
| 1940  | 1195      |
| 1950  | 1150      |
| 1960  | 1605      |
| 1970  | 1689      |
| 1980  | 1653      |
| 1990  | 1088      |
| 1995  | 1063      |
| 2000  | 1131      |
| 2005  | 943       |
| 2010  | 1156      |
| 2020  | 1079      |